# Falsa liră de aur
Falsa liră de aur (în greacă Ιστορία μιας κάλπικης λίρας, Istoria mias kalpikis liras) este un film grecesc dramatic și de comedie din 1955 scris și regizat de Giorgos Tzavellas și produs de studiourile Anzervos. A avut premiera în cinematografele din Grecia la 28 decembrie 1955. În rolurile principale joacă actorii Vassilis Logothetidis, Ilia Livykou, Mimis Fotopoulos și Sperantza Vrana. În 2006, la Festivalul Internațional de Film de la Salonic, filmul a fost numit ca fiind printre cele mai bune 10 filme grecești din toate timpurile de către Asociația Criticilor de Film din Grecia (Πανελλήνια Ένωση Κριτικών Κινηματογράφου).
Filmul este considerat unul dintre cele mai bune filme grecești din toate timpurile.
Este un film antologie format din patru părți legate între ele de o monedă falsă. Aceasta este creată de Anargyros Loumbardopoulos în prima parte și trece prin mâini diferite în următoarele părți ale filmului. În film există un narator, care leagă aceste 4 părți, care închide filmul cu fraza falsă nu este lira în această poveste ... falși sunt, în general, [toți] banii... (în greacă κάλπικη δεν είναι η λίρα σε αυτή την ιστορία... κάλπικο είναι, γενικά το χρήμα...). Fraza reflectă sensul central al întregului film, că urmărirea unilaterală a bogăției aduce tuturor o viață nemiloasă.

## Prezentare

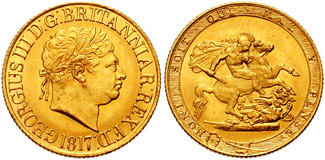
Un sovereign britanic

În prima poveste, un aurar și gravor onest și rezervat, Anargyros Loumbardopoulos (Vassilis Logothetidis), și-a investit constant banii în monede de aur, în special în sovereigni britanici din aur, pe care i-a cumpărat de la un prieten de-al său, un bancher. După ce a strâns 100 de sovereigni, un bărbat care lucrează pentru bancher îi sugerează lui Anargyros să înceapă să falsifice sovereigni, dar acesta refuză cu tărie. Angajatul de la bancă îi face cunoștință apoi lui Anargyros cu o doamnă divorțată, Fifi (Ilya Livykou) pe care el o cunoaște. Rezistența lui Anargyros este în curând oprită prin avansurile sexuale ale lui Fifi, iar el își cheltuiește cei 100 de sovereigni în care și-a investit banii pentru a cumpăra echipament de falsificare a monedelor. După mai multe eforturi, cei trei produc prima lor monedă falsă. Curând, Anargyros își dă seama că este foarte dificil să înșele oamenii pentru a-i face să primească moneda deoarece aceștia realizează cu ușurință că aceasta nu este o monedă autentică. Atunci când angajatul sinistru care a venit cu ideea este arestat, Anargyros se teme că poliția a descoperit că au falsificat o monedă. El intră în panică și scapă de tot echipamentul de falsificare a monedelor și o abandonează și pe Fifi. În cele din urmă se dezvăluie că totul a fost o neînțelegere și că angajatul de la bancă a fost arestat din alte motive. În siguranță din nou, Anargyros revine la munca sa onestă și la rutina sa zilnică, dar încearcă să scape de moneda falsă pe care o dă unui cerșetor aparent orb. Cerșetorul vede că moneda este falsă, dar Anargyros fuge în grabă. Cerșetorul (Mimis Fotopoulos) este, de fapt, un mincinos viclean, cu o vedere excepțională, care trăiește foarte bine din cerșit prefăcându-se că este orb.
În a doua poveste, cerșetorul încearcă să scape de moneda falsă. Acesta împarte același loc cu prostituata Maria (Sperantza Vrana).
A treia poveste începe cu o familie săracă, care trăiește prost, dar fericită, din munca lui Anastasis, tatăl, care este pictor. Proprietarul dl Vassilis Mavridis (Orestis Makris) amenință că va da familia săracă pe drumuri. El primește moneda falsă de la Fanitsa (Maria Kalamioti).
A patra și ultima poveste a filmului începe în camera săracă a lui Pavlos, un pictor care duce o viață boemă. Cu el trăiește soția sa, Aliki, fiica unei familii bogate. Moneda este găsită într-o placă de Pavlos. Cei doi fac din cameră simbolul dragostei lor minunate, dar scurtă.

## Distribuție
Prolog
- Dimitris Myrat - naratorul

Prima poveste
- Vassilis Logothetidis ca Anargyros Loubardopoulos
- Ilia Livykou ca Fifi
- Vagelis Protopapas ca Dinos
- Thanos Tzeneralis ca George Phil
- Yannis Ioannidis ca Papa

A doua poveste
- Mimis Fotopoulos - cerșetor „orb”
- Sperantza Vrana ca Maria
- George Vlachopoulos ca ofițer de poliție
- Paul Cappadis ca un alt „orb”
- Rallis Angelidis  ca „idiotul” înșelat temporar

A treia poveste
- Orestis Makris ca Vasilis Mavridis
- Maria Kalamioti ca Fanitsa
- Lavrentis Dianellos ca Anastasis
- Lela Patrikiou ca Doamna Mavridou

A patra poveste
- Ellie Lambeti ca Aliki, soția lui Pavlos
- Dimitris Horn ca Pavlos, pictor
- Zoras Tsapelis ca Dimitris
- Costas Pomonis ca tatăl lui Aliki

## Primire
Filmul a fost prezentat la Festivalul de Film de la Veneția, la Festivalul Internațional de Film de la Karlovy Vary, la Festivalul de Film de la Bari și la Festivalul de Film de la Chicago.
În 2005, cu ocazia celei de-a 50-a aniversări a filmului, a fost prezentat la Festivalul de Film Grec Antipodes din Melbourne, Australia, ca film clasic al anilor 1950.
La 15 aprilie 2012, filmul a avut o nouă relansare în cinematografe, prima dată pentru un film grecesc. A fost realizată digitalizarea filmului și a fost adăugată culoare în scenele în care apare moneda.

## Legături externe
- Falsa liră de aur la Internet Movie Database

## Vezi și
- Listă de filme străine până în 1989